# Linkup
Linkup – francuski boysband stworzony przez trzeci sezon popularnego francuskiego reality show – Popstars („Popstars – le duel”) nadawanym na kanale telewizyjnym Métropole 6 (lepiej znanym jako M6) należącym do RTL Group, w jesień 2003. W skład zespołu wchodzili: Matthieu, Lionel i Otis. Później zespół wydał swój pierwszy album Notre étoile („Nasza gwiazda”), z którego pierwszy singel Mon étoile („Moja gwiazda”) odniósł sukces, docierając do pierwszego miejsca na francuskich listach przebojów. Późniejszy singel Une seconde d'éternité („Sekunda wieczności”) i album przyniósł klęskę i parę miesięcy później zespół rozpadł się.
Matthieu – lider zespołu – rozpoczął karierę solową pod pseudonimem Matt Pokora (później M.Pokora).